# Knooppunt Skærup
Knooppunt Skærup (Deens: Motorvejskryds Skærup) is een knooppunt in Denemarken tussen de Østjyske Motorvej richting Aarhus en Odense en de Sønderjyske Motorvej richting Kolding. Het knooppunt is genoemd naar het dorp Skærup, waar het knooppunt in de buurt van ligt.
Het knooppunt is uitgevoerd als een splitsing. Alleen vanaf Aarhus zijn alle richtingen te bereiken.
| Aansluitende wegen | Aansluitende wegen | Aansluitende wegen | Aansluitende wegen | Aansluitende wegen                |
| ------------------ | ------------------ | ------------------ | ------------------ | --------------------------------- |
|                    |                    | richting Aarhus    |                    |                                   |
|                    |                    |                    |                    |                                   |
|                    |                    |                    |                    |                                   |
|                    |                    |                    |                    |                                   |
|                    |                    | richting Kolding   |                    | Østjyske Motorvej richting Odense |

Aalborg Centrum · Aalborg Nord · Aalborg Syd · Århus Nord · Århus Syd · Århus Vest · Avedøre · Ballerup · Brøndby · Fredericia · Gladsaxe · Herning · Herning Syd · Ishøj · Kliplev · Køge Vest · Kolding · Kolding Vest · Kongens Lyngby · Nørresundby Centrum · Odense · Rødovre · Skærup · Taastrup · Vallensbæk · Vendsyssel